# 14605 Hyeyeonchoi
14605 Hyeyeonchoi è un asteroide della fascia principale. Scoperto nel 1998, presenta un'orbita caratterizzata da un semiasse maggiore pari a 2,2640322 UA e da un'eccentricità di 0,1213262, inclinata di 4,62315° rispetto all'eclittica.